# Besarabská gubernie

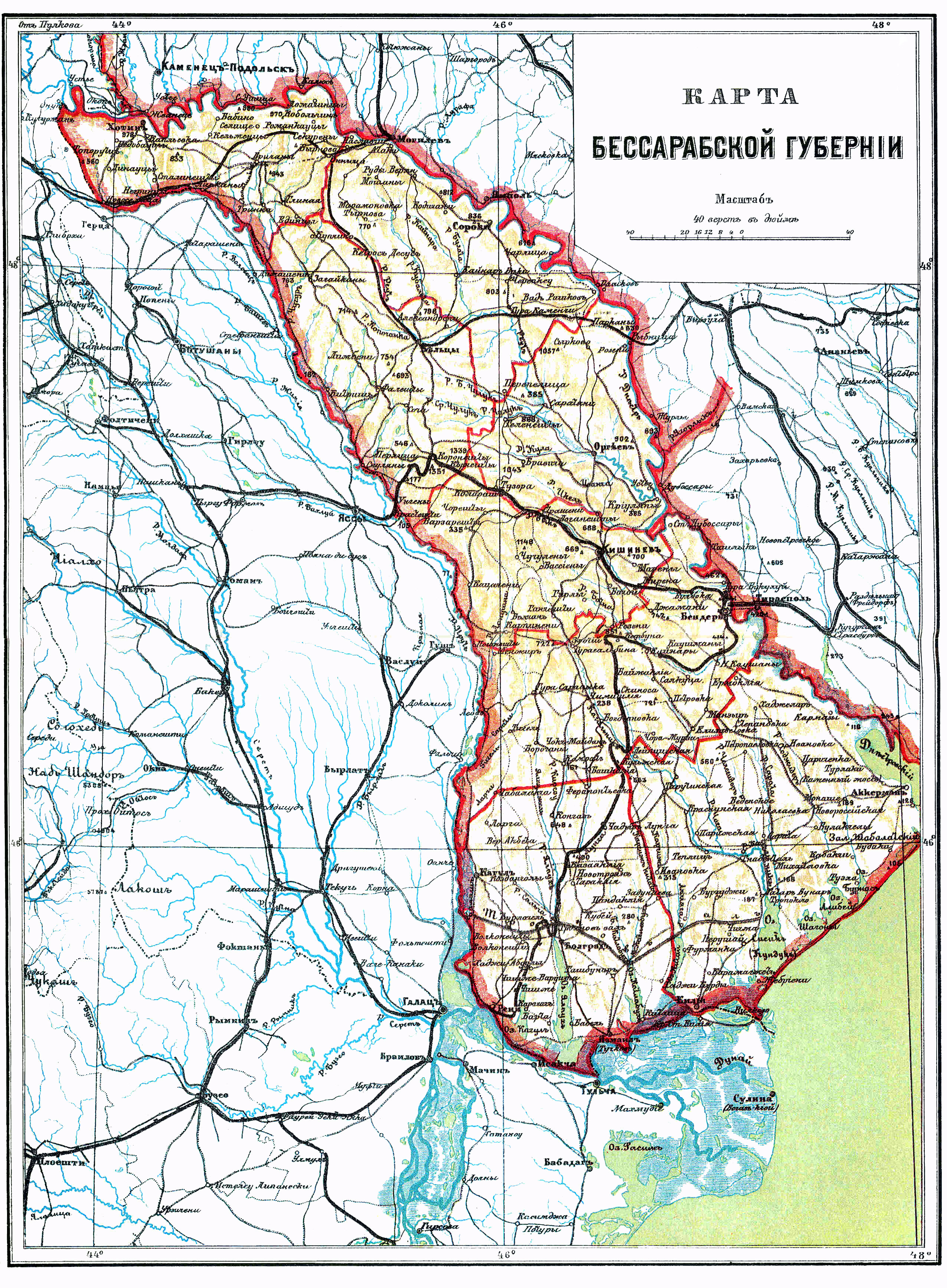
Mapa Besarabské gubernie

Besarábie byla v rámci carského Ruska v letech 1812–1873 oblastí a mezi lety 1873–1917 gubernií (rusky Бессарабская губерния).
Údaje o rozloze gubernie se rozcházejí, některé zdroje uvádějí 44 399 km², jiné o něco více. V roce 1889 měla 1 628 876 obyvatel.

## Geografie
Besarabská gubernie se nacházela na krajním jihozápadě Ruského impéria mezi řekami Dněstr, Prut a Dunaj, které tvořily její hranici na severu, východě a jihu (Dunaj). Od rakouské Bukoviny ji odděloval úzký pás řek, lesů a polí. Prut a Dněstr gubernii oddělovaly od Rumunského království (oblastí moldavského knížectví a Dobruže).

## Dějiny

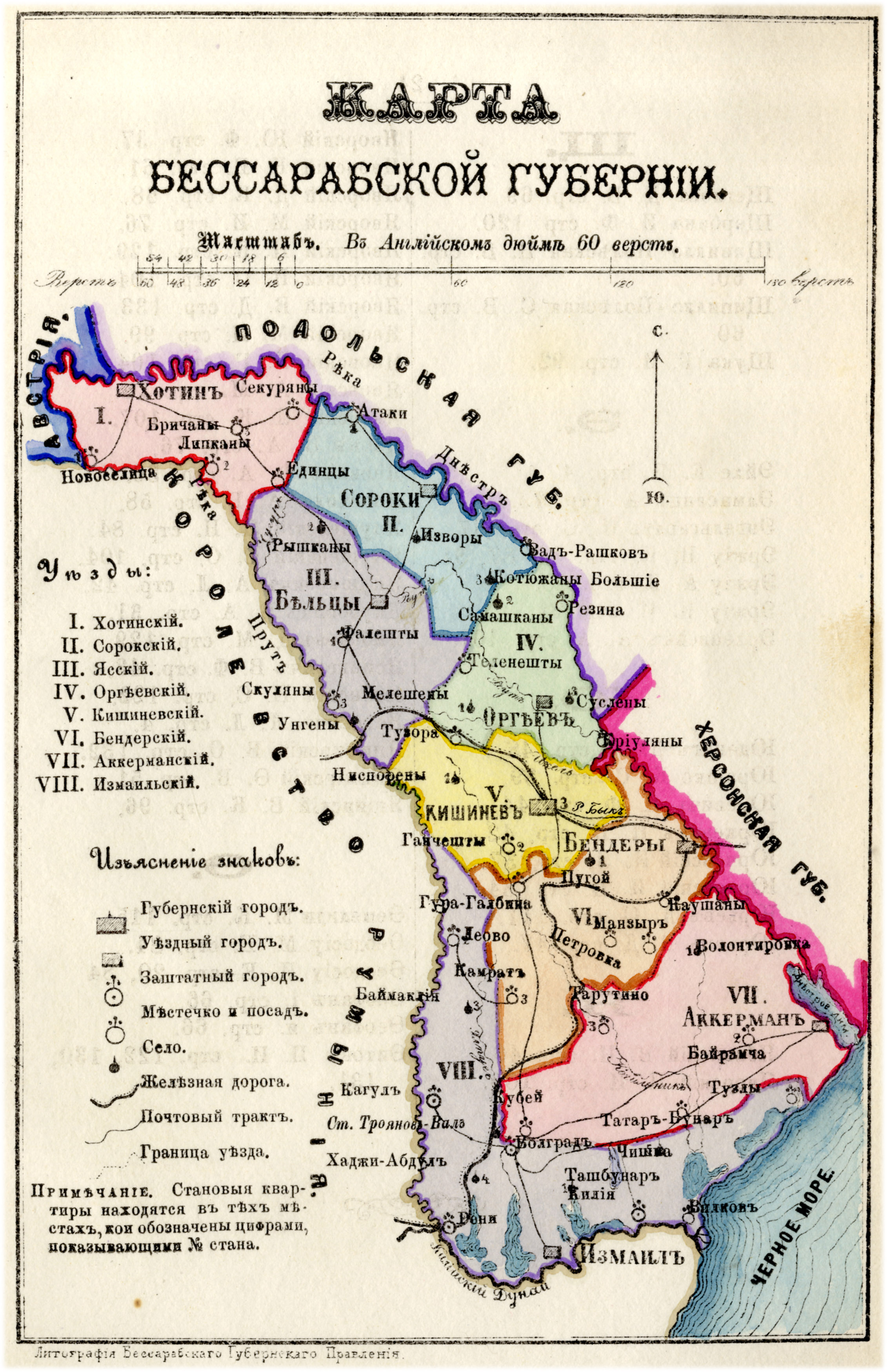
Mapa Besarabské gubernie v roce 1883

Po připojení Besarábie k Ruskému impériu (1812) se ruská vláda postupně postarala o sladění zřízení oblasti a to následně přizpůsobila ostatním gubernií v zemi. V letech 1861–1875 se v Besarábii uskutečnila rolnická reforma, která si vyžádala vypuknutí přes 80 rolnických povstání. Čtyřicet jeden z nich musela potlačit armáda.
Územním ziskem, které Ruské impérium získalo na základě Berlínské smlouvy (1878), byla jihozápadní část Besarábie, v minulosti součást moldavského knížectví. V polovině 70. let 19. století na území Besarábie začalo šířit Národnictví a vznikly první hnutí a spolky. V čele jednoho z nich byl i rumunský revoluční demokrat Nicolae Bosie-Codreanu.
2. prosince 1917 poslanci krajského národního parlamentu Besarábie prohlásili tuto oblast za Moldavskou národní republiku a 27. listopadu 1917 deklarovali připojení Besarábie k Rumunsku.